# Newton of Ferintosh
Newton of Ferintosh is een dorp in de buurt van Dingwall op het schiereiland Black Isle in de Schotse lieutenancy Ross and Cromarty in het raadsgebied Highland.